# Southernmost House
Southernmost House este un conac istoric din orașul american Key West, în Monroe County, Florida. Cinci președinți ai Statelor Unite au petrecut diferite perioade de timp acolo. Casa este situată în districtul Upper Duval și a fost transformată în hotel.

## Istoric

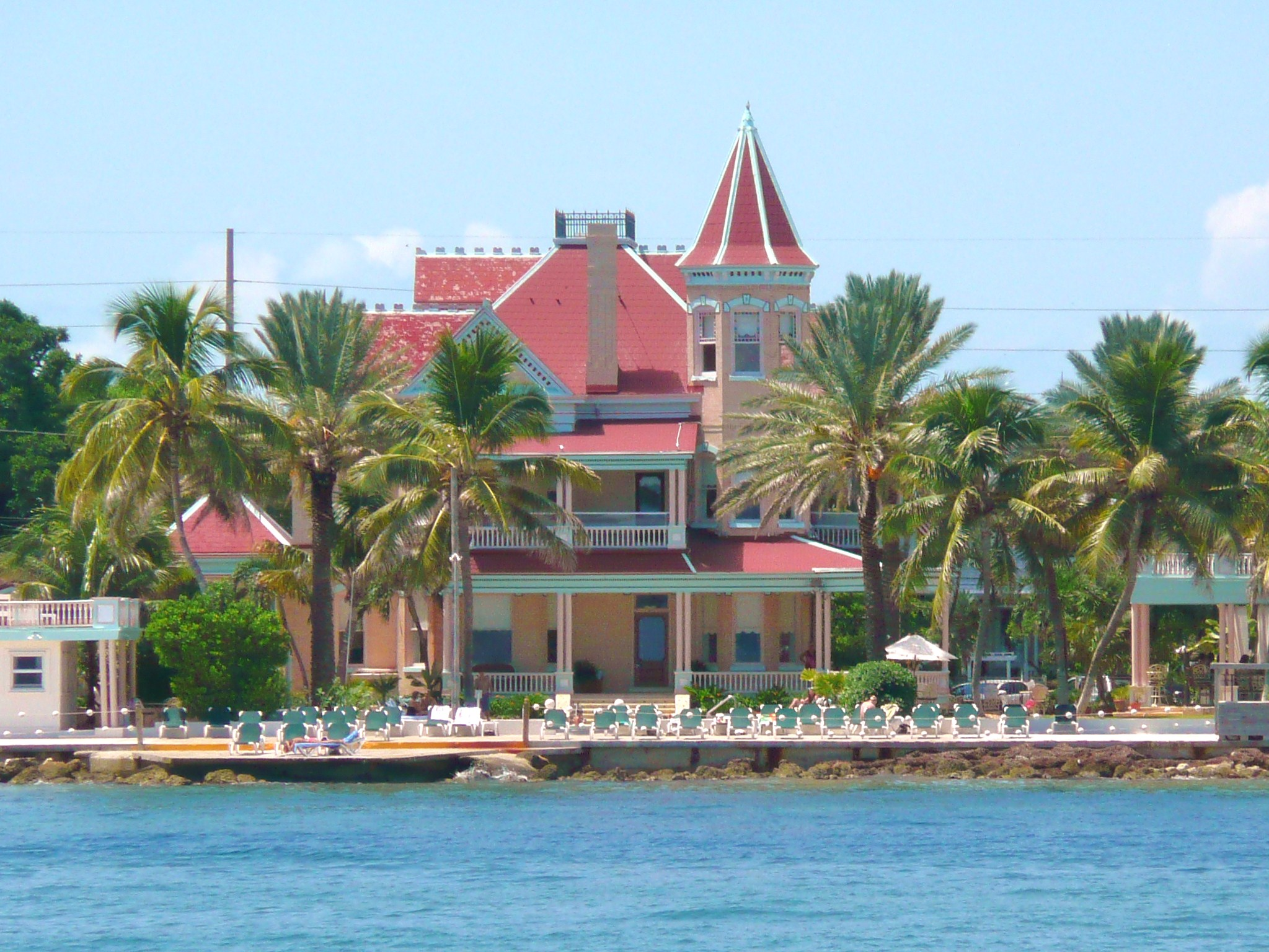
Vedere a conacului din Oceanul Atlantic

Judecătorul Jeptha Vining Harris a construit conacul care este cunoscut sub numele de Southernmost House în 1897, cu suma de 250.000 de dolari. Soția lui era fiica cea mică a lui William Curry, unul dintre primii milionari din Florida. Familia Curry lucra în construcții, având opt vile în cartierul istoric din Key West. Familia Harris era proeminentă la rândul său în aceeași perioadă și a investit în calea ferată de peste mări spre Key West a lui Henry Flagler, care era invitat la conac în timpul construcției căii ferate.
Casa este construită în stil victorian Regina Anne și a fost proiectată drept conac cu un dormitor. Aceasta are vedere la ocean, camere comune, balcoane și vitralii mari. Southernmost House a fost prima casă în Key West alimentată cu energie electrică, doamna Harris reușind să îl angajeze chiar pe Thomas Edison pentru a supraveghea proiectarea și lucrările de electrificare. În 1930 au fost instalate aparate de aer condiționat.
În perioada interdicției din 1919-1933, conacul a fost folosit drept speakeasy (bar clandestin american). La parter funcționa un restaurant, primul etaj era folosit drept cazinou și pentru jocuri de noroc, iar etajul al doilea pentru „socializare”. În această perioadă, celebrități și gangsteri care erau în drum spre Havana au vizitat de multe ori conacul.
În anii 1940, conacul a funcționat drept club de noapte sub numele de „Cafe Cayo Hueso”, avându-i drept clienți pe Ernest Hemingway, Tennessee Williams, Gore Vidal, Truman Capote, Tallulah Bankhead, Gloria Swanson, Louis Armstrong și Charles Lindbergh.
În 1949, conacul a fost complet renovat pentru a fi folosit drept reședință privată. De atunci mulți demnitari și șefi de stat au stat la conac. Printre aceștia se numără Regele Juan Carlos al Spaniei și cinci președinți americani: Harry Truman, Dwight Eisenhower, John Kennedy, Richard Nixon și Jimmy Carter.
În 2016, conacul a fost adăugat în programul hoteluri istorice din America. Southernmot House funcționează astăzi ca hotel cu 18 camere.